# 埃爾文·恩加佩斯
欧文·恩加佩特（法語：Earvin Ngapeth，1991年2月12日—）是一位法國職業排球運動員，為法國國家隊成員，目前效力于土耳其人民银行安卡拉俱乐部，司职主攻。恩加佩特随国家队参加了2016年里约、2020年东京、2024年巴黎三届奥运会，其中于2021年、2024年連續夺得金牌，并兩度获评最有价值球员（MVP）。

## 排球生涯

### 俱樂部
在2008-09賽季，恩加佩特首次於職業排球聯賽出場，當時加盟法國球隊Tours VB，與球隊合約持續三個賽季並贏得了Pro A聯賽冠軍。到了2011-12賽季時他被義大利聯賽A1隊伍Cuneo Piemonte 簽下，度過兩個賽季，並打進CEV歐洲聯賽冠軍賽 。隔年轉隊至俄羅斯排球超級聯賽的球隊Kuzbass Kemerovo，然而賽季期間他並未出現在球隊中且回到義大利。而是身披摩德納排球球衣現身於義大利排球聯賽。在摩德納排球時，贏得2014-15賽季義大利盃、2015-16賽季義大利排球聯賽、義大利盃以及義大利超級盃冠軍。在2015-16賽季，他贏得第二座義大利超級盃冠軍。
恩加佩斯在摩德納排球4年後，轉隊至俄羅斯的澤尼特喀山並與其簽下兩年合約。

### 國家隊
2010年10月7日，在義大利舉行的世錦賽期間，他因紀律問題被國家隊開除。其後他於2011年歐洲男子排球錦標賽重回國家隊。在2014年於波蘭舉行的世錦賽，法國在季軍賽中敗於德國獲得第四名。他在2015年世界排球聯賽作為關鍵的球員。在2015年10月18日，包含恩加佩特在內的法國隊獲得2015年歐洲男子排球錦標賽冠軍(以3–0擊敗亞軍斯洛維尼亞)。

## 運動成就

### 俱樂部
- CEV冠軍聯賽
  -  2012/2013 – 與Bre Banca Lannutti Cuneo
  -  2018/2019 – 與澤尼特喀山
- CEV盃
  -  2022–23 – 與摩德納排球
- 亞洲男子排球俱樂部錦標賽
  -  2022 – 與Paykan
- 國內聯賽
  - 2008/2009  法國盃，與Tours VB
  - 2009/2010  法國盃，與Tours VB
  - 2009/2010  法國錦標賽，與Tours VB
  - 2010/2011  法國盃，與Tours VB
  - 2014/2015  義大利盃，與摩德納排球
  - 2015/2016  義大利超級盃，與摩德納排球
  - 2015/2016  義大利盃，與摩德納排球
  - 2015/2016  義大利排球聯賽，與摩德納排球
  - 2016/2017  義大利超級盃，與摩德納排球

### 國家隊
- 2021  东京奥运会
- 2024  巴黎奧運會

### 青年隊
- 2007  歐洲青少年男子排球錦標賽
- 2008  歐洲青少年男子排球錦標賽
- 2009  歐洲青少年男子排球錦標賽

### 個人獎項
- 2008： 歐洲青少年男子排球錦標賽 – 最有價值球員
- 2009： 歐洲青少年男子排球錦標賽 – 最有價值球員、最佳發球選手
- 2011： French Championship – 最有價值球員、最佳接發選手 （页面存档备份，存于）
- 2015： 義大利盃 – 最有價值球員
- 2015： 世界排球聯賽 – 最有價值球員、最佳主攻手
- 2015： 歐洲排球錦標賽 – 最佳主攻手
- 2016： 義大利錦標賽 – 最佳球員
- 2016： 歐洲排球聯合會 – Most Spectacular Player
- 2017： 世界排球聯賽 – 最有價值球員、最佳主攻手
- 2021： 東京奧運會 – 最有價值球員、最佳主攻手
- 2022： 亞洲男子排球俱樂部錦標賽 – 最佳主攻手
- 2022： 男子排球國家聯賽 – 最有價值球員及最佳主攻手
- 2024： 巴黎奧運會 – 最有價值球員、最佳主攻手

## 個人生活
欧文·恩加佩特的父親Éric是一位來自喀麥隆的排球選手，並在1980年代代表法國隊。父親以魔術強森（Earvin "Magic" Johnson）給兒子起了名字。長大後，他與現任巴黎聖日耳曼足球俱樂部後衛一起從事青年足球，當時他們住在弗雷瑞斯。
恩加佩特目前擔任adidas的模特兒及品牌大使。

### 法律問題
恩加佩特在2014年的12月因數個月前的鬥毆糾紛而被蒙皮立刑事法院判處三個月緩期徒刑。2015年7月，他因在火車站襲擊站務人員而被警方逮捕。2019年12月，他在巴西貝洛奧里藏特被捕，有一名女性聲稱恩加佩特在未經自身允許的情況下拍打她的臀部，而對其提出性騷擾的指控。

## 外部連結
- Earvin Ngapeth （页面存档备份，存于） at LegaVolley.it
- Earvin NGAPETH[] at LNV.fr
- Earvin N'Gapeth （页面存档备份，存于） at WorldofVolley.com
- Earvin N'Gapeth （页面存档备份，存于） at Volleybox.net

| 獎項                                     | 獎項                                                                                    | 獎項                              |
| ---------------------------------------- | --------------------------------------------------------------------------------------- | --------------------------------- |
| 前任： Sérgio Santos                     | 奧林匹克 最有價值球員 東京 2020 巴黎 2024                                               | 繼任： 現任                       |
| 前任： Ricardo Lucarelli Souza 阿隆·羅素 | 奧林匹克 最佳主攻手 東京 2020 與 Egor Kliuka共同獲獎 巴黎 2024 與 崔佛·克里夫諾共同獲獎 | 繼任： 現任                       |
| 前任： Wallace de Souza 巴爾托斯·庫雷克  | 男子排球國家聯賽 最有價值球員 波隆納 2022                                               | 繼任： 帕維烏·扎托爾斯基          |
| 前任： 約安迪·萊亞 米扎爾·庫比亞克       | 男子排球國家聯賽 最佳主攻手 波隆納 2022 與 共同獲獎                                     | 繼任： 亞歷山大·斯里夫卡 石川祐希 |